# Carex tatsiensis
Carex tatsiensis là một loài thực vật có hoa trong họ Cói. Loài này được (Franch.) Kük. mô tả khoa học đầu tiên năm 1909.